# لودویگ رامبرگ
لودویگ رامبرگ (انگلیسی: Ludwig Ramberg; ۲۱ فوریهٔ ۱۸۷۴ – ۲۵ دسامبر ۱۹۴۰) شیمیدان اهل سوئد بود. واکنش واکنش رامبرگ–بکلوند در شیمی آلی به افتخار وی نامگذاری شده است.